# Until I Die
Until I Die – dziesiąty singel w karierze muzycznej Petry Marklund (September). Piosenka jest drugim singlem promującym płytę artystki "Dancing Shoes" oraz trzecim singlem promującym debiutancki album September "Dancing in Orbit" w Holandii.
Wytwórnia Hard2Beat Records ogłosiła, że piosenka będzie trzecim singlem promującym debiutancki album September "Cry for You – The Album na wyspach brytyjskich. Mimo że powstały nowe remixy piosenki, które miały wejść w skład singla, wytwórnia opublikowała okładkę singla, teledysk zaczął się pojawiać w telewizjach muzycznych oraz singiel został wydany w wersji "Promo CD" - ostatecznie wytwórnia anulowała wydanie singla. Hard2Beat Records nigdy nie wyjaśniła, co było przyczyną tej decyzji, jednak najbardziej prawdopodobną przyczyną było odrzucenie piosenki jako singla przez brytyjskie BBC Radio 1. Until I Die została wykorzystana w reklamie telefonii Plus GSM.

## Historia wydania
| Kraj                      | Data                      | Format               | Wytwórnia            |
| ------------------------- | ------------------------- | -------------------- | -------------------- |
| Szwecja                   | 7 listopada 2007          | CD, Digital Download | Catchy Tunes         |
| Holandia                  | 3 września 2008           | CD, Digital Download | Silver Angel Records |
| Wielka Brytania, Irlandia | 27 sierpnia 2009anulowano | Promo CD             | Hard2Beat Records    |

## Lista utworów
| Szwedzki CD-Singiel CATCHY #080 |                               |      |
| #                               | Tytuł                         | Czas |
| 1.                              | "Until I Die" (Radio Edit)    | 3:42 |
| 2.                              | "Until I Die" (Extended Mix)  | 6:04 |
| 3.                              | "Until I Die" (Short Clubmix) | 3:48 |
| 4.                              | "Until I Die" (Long Clubmix)  | 6:26 |

| Holenderski CD-Singiel SAR 200708 |                                      |      |
| #                                 | Tytuł                                | Czas |
| 1.                                | "Until I Die" (Radio Edit)           | 3:42 |
| 2.                                | "Until I Die" (Extended Mix)         | 6:04 |
| 3.                                | "Until I Die" (Jackal Short Clubmix) | 3:48 |
| 4.                                | "Until I Die" (Jackal Long Clubmix)  | 6:26 |

| Brytyjski Promo CD / Limited H2B40TP |                                                 |      |
| #                                    | Tytuł                                           | Czas |
| 1.                                   | "Until I Die" (Dave Ramone Club Mix)            | -    |
| 2.                                   | "Until I Die" (Feed Me Remix)                   | -    |
| 3.                                   | "Until I Die" (Jason Nevins Remix)              | -    |
| 4.                                   | "Until I Die" (The Real Booty Babes Trance Mix) | -    |

| Brytyjski Promo CD H2B40CDSP |                                                   |      |
| #                            | Tytuł                                             | Czas |
| 1.                           | "Until I Die" (UK Radio Edit)                     | 3:13 |
| 2.                           | "Until I Die" (The Real Booty Babes Edit)         | 2:48 |
| 3.                           | "Until I Die" (Jason Nevins Edit)                 | 3:25 |
| 4.                           | "Until I Die" (Feed Me Remix)                     | 5:14 |
| 5.                           | "Until I Die" (The Real Booty Babes Trance Remix) | 4:38 |
| 6.                           | "Until I Die" (Jason Nevins Remix)                | 7:25 |
| 7.                           | "Until I Die" (Dave Ramone Club Mix)              | 6:18 |

## Pozycje na listach
| Lista przebojów                  | Pozycja |
| -------------------------------- | ------- |
| Szwecja Top 60 Singles Chart     | 5       |
| Finlandia Top 20 Signles Chart   | 6       |
| Polska – Top 5 Airplay Chart     | 2       |
| Rumunia Top 100 Airplay Chart    | 29      |
| Holandia – Top 100 Singles Chart | 91      |
| Holandia – Top 40 Airplay Chart  | TBR     |

| Pozycja | 5 | 52 | 37 | 44 | 49 |

| Pozycja | 16 | 8 | 7 | 8 | 6 | 10 | 7 | 11 | 9 | 11 | 12 | 19 | 15 |

| Pozycja | 69 | 60 | 37 | 45 | 34 | 30 | 35 | 30 | 29 | 63 | 51 | 67 | 73 | 64 | 73 | - | 69 | 76 |

| Pozycja | 100 | 94 | 91 |